# مريم باتن
مريم باتن (بالإنجليزية: Miriam Batten)‏ هي مجدفة بريطانية، ولدت في 11 أبريل 1964 في دارتفورد ‏ في المملكة المتحدة.

## وصلات خارجية
- مريم باتن على موقع الاتحاد الدولي للتجديف (الإنجليزية)
- مريم باتن على موقع اللجنة الأولمبية الدولية (الإنجليزية)
- مريم باتن على موقع أوليمبيديا (الإنجليزية)
- مريم باتن على موقع اللجنة الأولمبية البريطانية (الإنجليزية)